# Corteo (Cirque du Soleil)

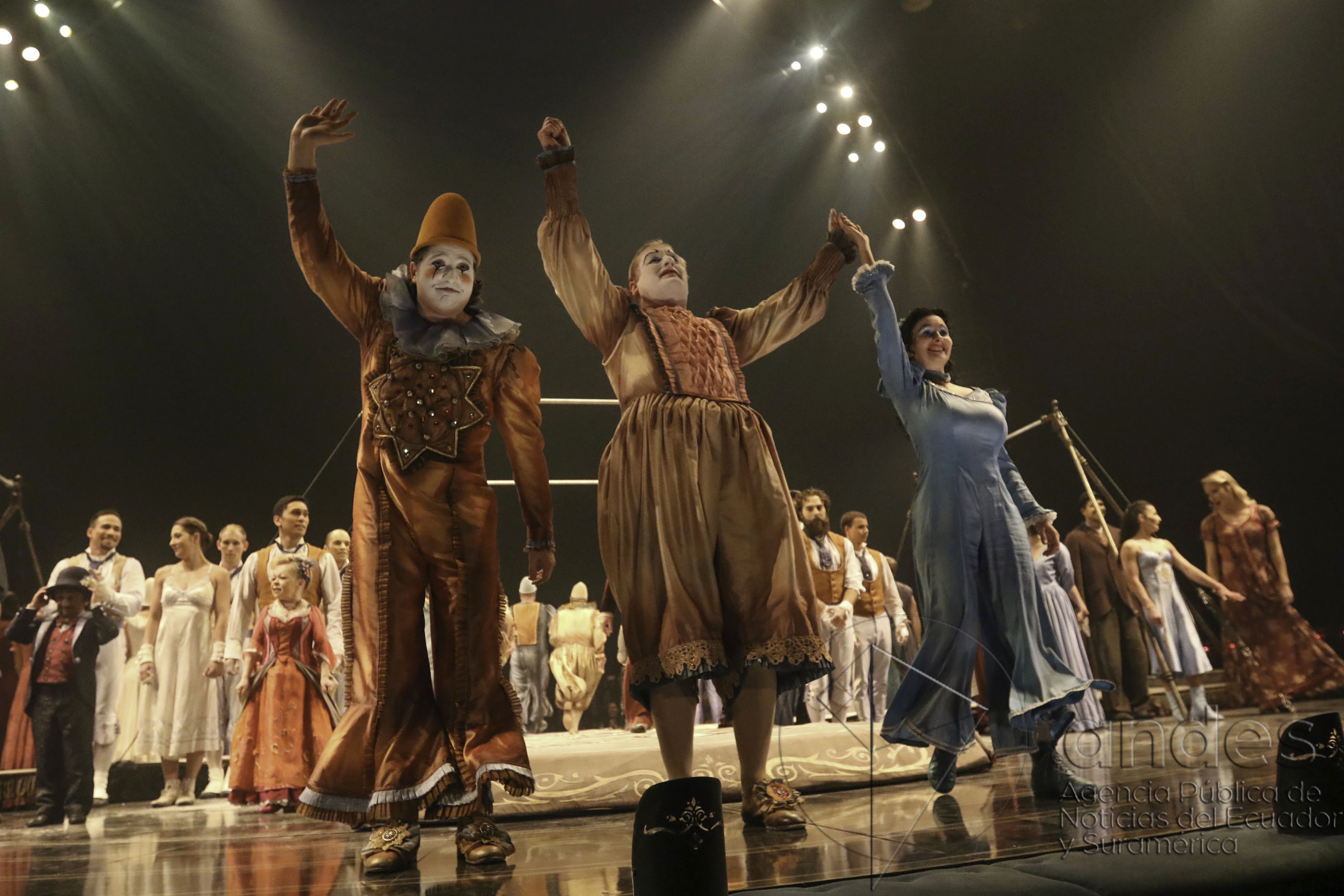
Escena de Corteo durante una de las presentaciones del show en Quito, Ecuador.

Corteo es un espectáculo itinerante del Cirque du Soleil (en español: Circo del sol, pronunciado [sɪrk duː soʊˈleɪ]) que se estrenó en Canadá en abril de 2005 y finalizó su gira bajo la Gran Carpa de Quito en diciembre de 2015. En noviembre del 2017, la compañía anunció que el espectáculo iba a ser reestrenado en formato para arenas. Corteo inicio su gira por arenas el 2 de marzo del 2018 en Nueva Orleans.
Corteo, una palabra italiana que significa "cortejo"; es una divertida procesión, una cabalgata festiva imaginada por un payaso. El espectáculo une la pasión del actor con la elegancia y el poder del acróbata para zambullir al público asistente en un mundo teatral y misterioso que, situado en algún mágico lugar entre el cielo y la tierra, mezcla diversión, alegría y espontaneidad.
Este payaso imagina su propio funeral en una atmósfera carnavalesca, mientras discretos y bondadosos ángeles de la guarda la cuidan en silencio. A través de la mezcla entre lo grande y lo pequeño, lo ridículo y lo trágico, y la magia de la perfección con el encanto de la imperfección, el espectáculo pone de manifiesto la fuerza y la debilidad del payaso, así como su sabiduría y su delicadeza, para ilustrar aquella porción de humanidad que habita dentro de todos nosotros. La música, pícara y lírica sucesivamente, lleva a Corteo a través de una celebración atemporal en la que la ilusión se burla de la realidad.

## Espectáculo
Dirigido por Daniele Finzi Pasca, fundador de la troupe de payasos suizos Teatro Sunil y director de numerosos espectáculos del Cirque Éloize, Corteo se representa bajo una gran carpa, en donde la acción tiene lugar sobre un escenario de forma circular que contiene anillos concéntricos que pueden girar individualmente, mientras otros permanecen estáticos. Actualmente, el escenario de Corteo es el único del Cirque du soleil que tiene asientos para el público por ambos lados de éste, ya que el escenario cruza de un lado al otro la Grand Chapiteau. En ocasiones, durante la función, el escenario se divide por enormes telones ilustrados con un cuadro llamado "La Procesión de Corteo" (Corteo's Procession). Hay accesos y salidas a cada lado del círculo central.

### Números
Aunque debido a la naturaleza de los actos que se realizan en Corteo, los cambios en el reparto se producen de forma frecuente, el espectáculo se compone de los siguientes:
- Introducción (El funeral)
- Procesión
- Candelabros
- Camas Elásticas
- Cyr Wheel
- Caballitos
- Cortejo (Fanfare)
- Cuerda Tensa
- Acro Dúo (Acto rotatorio junto a "Manipulación con los Pies")
- Artista Marioneta
- Klesmer Moment
- Danza de Helio
- Teeterboard
- Paradise
- Cuencos musicaleM/ Silbador
- Dúo Adagio
- Malabares
- Escalera Acrobática
- Teatro íntimo
- Dúo de Correas Aéreas/ Sólo de Correas Aéreas (Masculino)
- Vuelo Mágico
- Tournik
- Final

### Números retirados
- Gimnasia Rítmica
- Solo de Correas Aéreas (Femenino)
- Seda Aérea Vocal (Creado y realizado por Marie-Michelle Faber)
- Cubulto
- Hand-balancing

### Números Rotativos
- Diábolos

## Personajes

### La Payasa(The Clowness)
La payasa es una actriz, una gran dama de los escenarios, que sin saber muy bien por qué, acabó formando parte de este alocado grupo. Su profesionalidad y fuerte personalidad le ayudan a sobrellevar las disparatadas invenciones de sus compañeros.

### El Payaso Muerto(The Dead Clown)
El payaso muerto es el protagonista de la historia, al que se rinde tributo en tan fantástico funeral, pero... ¿y si todo es un sueño? Un antiguo miembro del grupo que siempre le acompañaba se pone sus ropas para actuar por última vez.

### El Payaso Gigante(The Giant Clown)
Aunque es sólo un cantante aficionado de ópera, el payaso gigante se cree un gran artista de fama internacional. Es con diferencia el más apegado al payaso muerto, son casi como hermanos.

### El Payasito(The Little Clown)
Un payaso diminuto que está enamorado de la payasa, tiene siempre algún truco guardado en la manga. Pícaro y vivaracho, es a la vez un simpático compañero y un importante colaborador.

### El Silbador Fiel(The Loyal Whistler)
Podría decirse que el silbador fiel toma el relevo de los jefes de pista de los circos tradicionales. Recuerda a los antiguos hombres del ejército, y es que ha readaptado las artes circenses pero sin perder sus antiguas formas. Cuando empieza a silbar, su infinita pasión artística sale a flote. 

### El Payaso Blanco(The White Clown)
Para el payaso de blanco, la apariencia es lo más importante. Como el silbador fiel, es una institución que se hace respetar... bueno, eso es lo que él querría. De todos los personajes de coloridos atuendos, sólo admira a las estrellas, mostrando un claro desdén hacia el resto. Es él quien descubre la magia del circo al payaso muerto.

## Música
La música de Corteo, fue originalmente compuesta por Philippe Leduc y Maria Bonzanigo con la ayuda de dos compositores adicionales, Jean-François Côté y Michel A. Smith, y el director del espectáculo Daniele Finzi Pasca fue quien escribió la letra de las canciones.
El álbum con la música de Corteo, fue lanzado a la venta el día 26 de septiembre de 2006 en Canadá, y el 7 de octubre en Estados Unidos.
El álbum cuenta con la contribución de 61 músicos y cantantes, 16 coristas y una cámara de cuerda de 13 instrumentos.
Las piezas que contiene el álbum de Corteo (seguido de su correspondiente acto en el show) son las siguientes:
1. Funerale (Primera parte de la introducción)
2. Ritornare (Segunda Parte de la introducción)
3. Rêve d'un pantin (Artista Marioneta)
4. Les chevaux à bottes (Caballitos)
5. Nos dejó (Cortejo)
6. Klezmer Moment (Momento Klezmer y Danza de helio)
7. Prendersi per mano (Dúo de Correas Aéreas/Solo de Correas Aéreas(masculino)), utilizada desde 2006)
8. Anneaux (Rueda Simple)
9. El cielo sabrá (Alambre Tenso)
10. Fugue (Introducción Candelabros)
11. Voló volando (Candelabros)
12. Un tierno y dulce (Báscula)
13. Balade au bout d'une échelle (Escalera Acrobática)
14. Garda lassù (Báscula y Final)
15. Triangle tango (Gimnasia Rítmica) (Utilizada hasta mayo de 2005)
16. Che finalone (Tournik) (utilizada desde junio de 2005)

### Otras Canciones
Las siguientes canciones son utilizadas (o fueron utilizadas) en el espectáculo, pero no se encuentran en el álbum de Corteo :
1. Sette Ricordi (Paradise, Utilizada desde fin de 2005)
2. Jongleurs (Malabares, Utilizada desde fin de 2005)
3. Lilipusiens (Dúo Adagio)
4. Apesso al blu (Seda aérea vocal de Marie-Michelle Faber)
5. Título Desconocido (Vuelo Mágico)
6. Título Desconocido (Tournik, canción original, utilizada hasta junio de 2005)
7. Título Desconocido (Solo de correas aéreas (Femenino)(2005) / Malabarismo con los pies / Handabancing (2010
8. Título Desconocido (Camas Mullidas, Canción original, usada hasta fin de 2005)
9. Título Desconocido (Camas mullidas, Canción Actual)
10. Título Desconocido (Dúo Acrobático)
11. Título Desconocido (Paradise, canción original, utilizada hasta fin de 2005)
12. Título Desconocido (Silbador y cuencos tibetanos)

## Gira en Arenas (2018)
La gira de Corteo en Arena, fue anunciada en julio de 2016 en un grupo de Facebook llamado "Hardcore Cirque Fans" que, como su nombre lo indica, es un grupo de fanes de la compañía circense. Se anunció, pues en el sitio de casting oficial de Cirque du Soleil, se encontraban oportunidades de trabajo como "Stage Manager" del show, pero para un tour en arena. Fuentes de distintos artistas que trabajaron en el espectáculo, y según sus argumentos, volverán a hacerlo, confirmaron los siguientes datos:
- El show, el escenario, los personajes y la música serán iguales (no habrá cambio) pero si se añadirán 2 o 3 actos nuevos.
- El show iniciará en marzo de 2018 en USA.
- El nuevo tour de Corteo, los anuncios oficiales del mismo y de otras publicidades, serán anunciadas antes de que termine el año 2017 (sujeto a cambios)

## Gira

### Norteamérica
- CA  Montreal, QC - Del 21 de abril de 2005 al 19 de junio de 2005.
- CA  Quebec, QC - Del 30 de junio de 2005 al 24 de julio de 2005.
- CA  Toronto, ON - Del 4 de agosto de 2005 al 11 de septiembre de 2005.
- EE. UU.   Mineápolis, MN - Del 23 de septiembre de 2005 al 23 de octubre de 2005.
- EE. UU.  San Francisco, CA - Del 11 de noviembre de 2005 al 8 de enero de 2006.
- EE. UU.  San José, CA - Del 19 de enero de 2006 al 5 de marzo de 2006.
- EE. UU.  Phoenix, AZ - Del 16 de marzo de 2006 al 9 de abril de 2006.
- EE. UU.  New York, NY - Del 25 de abril de 2006 al 2 de julio de 2006.
- EE. UU.  Chicago, IL - Del 14 de julio de 2006 al 27 de agosto de 2006.
- EE. UU.  Boston, MA - Del 8 de septiembre de 2006 al 15 de octubre de 2006.
- EE. UU.  Washington, DC - Del 26 de octubre de 2006 al 26 de noviembre de 2006.
- EE. UU.  Atlanta, GA - Del 15 de diciembre de 2006 al 28 de enero de 2007.
- EE. UU.  Dallas, TX - Del 9 de febrero de 2007 al 11 de marzo de 2007.
- EE. UU.  Houston, TX - Del 22 de marzo de 2007 al 29 de abril de 2007.
- EE. UU.  Columbus, OH - Del 11 de mayo de 2007 al 11 de junio de 2007.
- EE. UU.  Denver, CO - Del 22 de junio de 2007 al 5 de agosto de 2007.
- EE. UU.  Los Ángeles, CA - Del 23 de agosto de 2007 al 28 de octubre de 2007.
- EE. UU.  Costa Mesa, CA - Del 8 de noviembre de 2007 al 23 de diciembre de 2007.
- EE. UU.  San Diego, CA - Del 11 de enero de 2008 al 17 de febrero de 2008.
- EE. UU.  Portland, OR - Del 4 de marzo de 2008 al 13 de abril de 2008.
- EE. UU.  Seattle, WA - Del 24 de abril de 2008 al 1 de junio de 2008.
- EE. UU.  Vancouver, BC - Del 12 de junio de 2008 al 20 de julio de 2008.
- EE. UU.  Calgary, AB - Del 31 de julio de 2008 al 7 de septiembre de 2008.
- EE. UU.  Ottawa, ON - Del 24 de septiembre de 2008 al 26 de octubre de 2008.
- EE. UU.  Miami, FL - Del 13 de noviembre de 2008 al 28 de diciembre de 2008.

### Asia
- JP  Tokio, JP - Del 4 de febrero de 2009 al 5 de mayo de 2009.
- JP  Nagoya, JP - Del 21 de mayo de 2009 al 12 de julio de 2009.
- JP  Osaka, JP - Del 29 de julio de 2009 al 18 de octubre de 2009.
- JP  Tokio, JP - Del 4 de noviembre de 2009 al 24 de enero de 2010.
- JP  Fukuoka, JP - Del 11 de febrero de 2010 al 4 de abril de 2010.
- JP  Sendai, JP - Del 21 de abril de 2010 al 6 de junio de 2010.

### Europa[3]

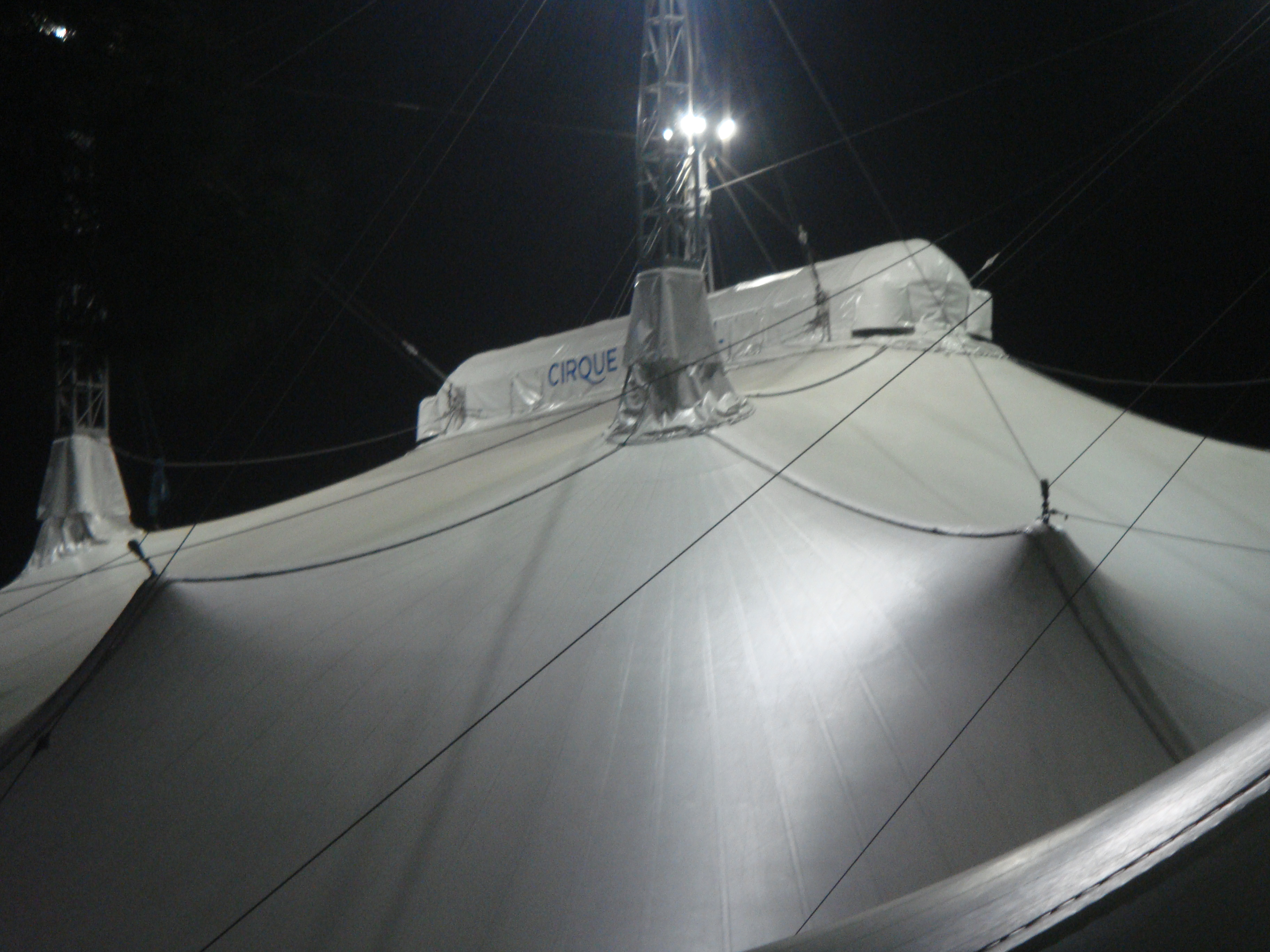
Grand Chapiteau (Gran Carpa) instalada en Puerta del Ángel en Madrid, España.

- San Petersburgo, RU - Del 26 de junio de 2010 al 8 de agosto de 2010.
- Kazán, RU - Del 21 de agosto de 2010 al 26 de septiembre de 2010.
- Moscú, RU - Del 9 de octubre de 2010 al 12 de diciembre de 2010
- Bruselas, BE - Del 4 de enero de 2011 al 30 de enero de 2011.
- Viena, AT - Del 10 de febrero de 2011 al 13 de marzo de 2011.
- Madrid, ES - Del 2 de abril de 2011 al 5 de junio de 2011
- Valencia, ES - Del 16 de junio de 2011 al 17 de julio de 2011.
- Alicante, ES - Del 28 de julio de 2011 al 28 de agosto de 2011.
- Sevilla, ES - Del 8 de septiembre de 2011 al 16 de octubre de 2011.
- París, FR -  Del 4 de noviembre de 2011 al 8 de enero de 2011.[4]
- Barcelona, ES - Del 20 de enero de 2012 al 11 de marzo de 2012
- Ámsterdam, NL - Del 22 de marzo de 2012 al 3 de junio de 2012
- Amberes, BE - Del 13 de junio de 2012 al 5 de agosto de 2012
- Zúrich, CH - Del 1° de septiembre de 2012 al 7 de octubre de 2012
- Dusseldorf, DE - Del Del 18 de octubre de 2012 al 18 de noviembre de 2012
- Berlín, DE - Del 29 de noviembre de 2012 al 30 de diciembre de 2012
- Hamburgo, DE - Del 9 de enero de 2013 al 10 de febrero de 2013

### Latinoamérica

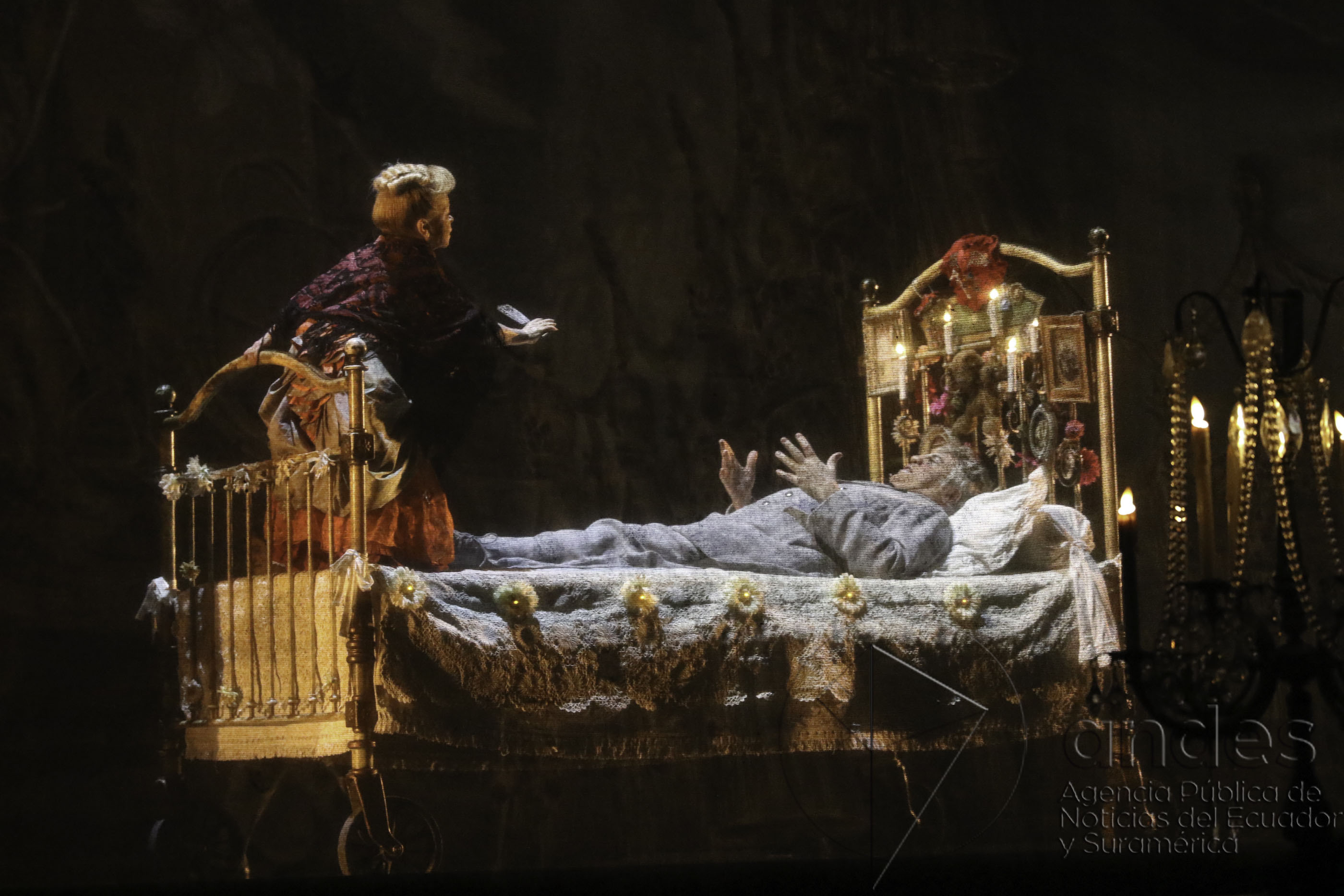
Escena de Corteo durante una presentación en Quito, Ecuador.

- São Paulo, BR - Del 30 de marzo de 2013 al 21 de julio de 2013
- Brasilia, BR - Del 2 de agosto de 2013 al 8 de septiembre de 2013
- Belo Horizonte, BR - Del 19 de septiembre de 2013 al 27 de octubre de 2013
- Curitiba, BR - Del 8 de noviembre al 15 de diciembre de 2013
- Río de Janeiro, BR - Del 26 de diciembre de 2013 al 23 de febrero de 2014
- Porto Alegre, BR - Del 6 de marzo de 2014 al 13 de abril de 2014
- Córdoba, AR - Del 3 de mayo de 2014 al 25 de mayo de 2014
- Buenos Aires, AR - Del 7 de junio de 2014 al 3 de agosto de 2014
- Santiago, CL - Del 19 de agosto de 2014 al 5 de octubre de 2014
- Lima, PE - Del 25 de octubre de 2014 al 30 de noviembre de 2014
- San José, CR - Del 22 de enero de 2015 al 8 de febrero de 2015
- Bogotá, CO - Del 19 de marzo de 2015 al 3 de mayo de 2015
- Mérida, MX - Del 25 de junio de 2015 al 12 de julio de 2015
- Guadalajara, MX - Del 30 de julio al 16 de agosto de 2015
- Ciudad de México, MX - Del 2 de septiembre al 11 de octubre de 2015
- Quito, EC - Del 19 de noviembre al 13 de diciembre de 2015 (Última presentación)